# هادی عامری
هادی عامری (به عربی: هادي العامري) (زادهٔ ۱۹۵۴) سیاست‌مدار شیعه اهل عراق است، که به‌عنوان رئیس ائتلاف فتح و جانشین فرمانده حشد الشعبی (بسیج مردمی عراق) فعالیت می‌کند. او پیش‌تر وزیر حمل‌ونقل عراق و فرمانده سازمان بدر عراق بود، که شاخه نظامی مجلس اعلای اسلامی عراق می‌باشد. او عضو پارلمان عراق در فهرست ائتلاف ملی عراق است، که عمدتاً احزاب مذهبی شیعه را نمایندگی می‌کند. وی خواستار خروج آمریکا از عراق و طرفدار حکومت جمهوری اسلامی است. 